# Märta Hedman
Märta Hedman, född 12 augusti 1883 i Östersund, död 20 januari 1974 i DeLand i Florida i USA, var en svensk skådespelare. Hon var syster till skådespelaren Marguerite Leslie.
Märta Hedman var 1903–1904 anställd hos Emil von der Osten, 1904–1905 vid Stora teatern i Göteborg, 1905–1906 hos Karin Swanström, 1906–1907 hos Hjalmar Selander och 1907–1910 vid Vasateatern. Hon spelade med framgång även i USA och Storbritannien. Hedman var gift med Henry Arthur House och bosatte sig senare i Europa.

## Teater

### Roller (ej komplett)

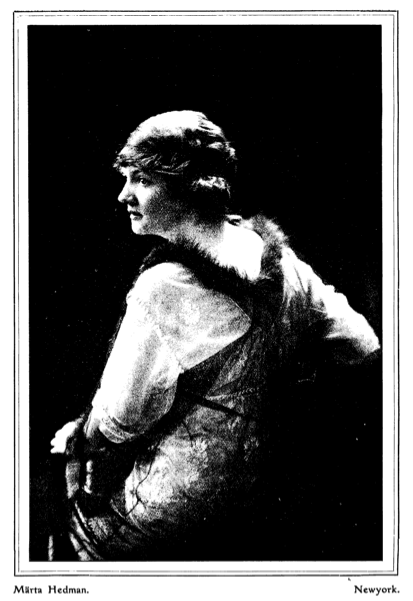
Märta Hedman i Bonniers månadshäften 1913.

| År   | Roll                                        | Produktion                                              | Regi            | Teater                           |
| ---- | ------------------------------------------- | ------------------------------------------------------- | --------------- | -------------------------------- |
| 1907 |                                             | Herculespillerna Maurice Hennequin                      |                 | Vasateatern                      |
| 1907 |                                             | Två gånger två är fem Gustav Wied                       |                 | Vasateatern                      |
| 1907 | Cathérine                                   | Cathérine Henri Lavedan                                 |                 | Vasateatern                      |
| 1907 | Phoebe                                      | Vid gamla gatan J.M. Barrie                             |                 | Vasateatern                      |
| 1908 | Dolly                                       | Man kan aldrig veta George Bernard Shaw                 |                 | Vasateatern                      |
| 1908 | Thérèse                                     | Det nya huset Thore Blanche                             |                 | Vasateatern                      |
| 1908 | Rowena Eggington                            | Bland bålde riddersmän Harriett Jay                     | Knut Nyblom     | Vasateatern                      |
| 1909 |                                             | Arsène Lupin Francis de Croisset och Maurice Leblanc    | Knut Nyblom     | Oscarsteatern                    |
| 1912 |                                             | The Attack Henri Bernstein                              |                 | Garrick Theatre, New York        |
| 1913 |                                             | Liberty Hall Richard Claude Carton                      |                 | Empire Theatre, New York         |
| 1913 |                                             | Indian Summer Augustus Thomas                           |                 | Criterion Theatre, New York      |
| 1914 |                                             | The Attack Henri Bernstein                              |                 | St James's Theatre, London       |
| 1914 |                                             | The heart of a thief Paul Armstrong                     |                 | Hudson Theatre, New York         |
| 1915 |                                             | The Trap Richard Harding Davis och Jules Eckert Goodman |                 | Booth Theatre, New York          |
| 1915 | Virginia Xelva                              | The Boomerang Winchell Smith och Victor Mapes           | Louis Massen    | Belasco Theatre, New York        |
| 1919 |                                             | Three for Diana Chester Bailey Fernald                  |                 | Bijou Theatre, New York          |
| 1919 | Grevinnan Hildegarde Schoenweg von de Verde | Forbidden Dorothy Donnelly                              |                 | Manhattan Opera House, New York  |
| 1920 | Jean Oliver                                 | The hole in the wall Fred Jackson                       |                 | Punch and Judy Theatre, New York |
| 1922 | Frieda Neilson                              | The woman who laughed Edward Locke                      | Sam Forrest     | Longacre Theatre, New York       |
| 1922 | Margaret Lawton                             | Persons unknown Robert Housum                           |                 | Punch and Judy Theatre, New York |
| 1942 | Inga Jorislund                              | The first crocus Arnold Sundgaard                       | Halstead Welles | Longacre Theatre, New York       |

## Dramatik
- 1926 – What's the big idea? tillsammans med Henry Arthur House
- 1935 – For valor, tillsammans med Henry Arthur House

## Regi
- 1926 – What's the big idea? (även manus tillsammans med Henry Arthur House), Bijou Theatre, New York